# Hybos curvatus
Hybos curvatus är en tvåvingeart som beskrevs av Yang och Patrick Grootaert 2005. Hybos curvatus ingår i släktet Hybos och familjen puckeldansflugor. Inga underarter finns listade i Catalogue of Life.